# Contarinia heptapotamica
Contarinia heptapotamica är en tvåvingeart som beskrevs av Fedotova 1991. Contarinia heptapotamica ingår i släktet Contarinia och familjen gallmyggor.
Artens utbredningsområde är Kazakstan. Inga underarter finns listade i Catalogue of Life.